# Maisons-du-Bois-Lièvremont
Pour les articles homonymes, voir Maisons, Bois (homonymie), Lièvremont et Maison-du-Bois.
Maisons-du-Bois-Lièvremont (Léramont en arpitan / dialecte burgondan) est une commune française située dans le département du Doubs, la région culturelle et historique de Franche-Comté et la région administrative Bourgogne-Franche-Comté. 
Ses habitants se nomment les Saugets et Saugettes. 

## Géographie
Fusion depuis 1974 de Maisons-du-Bois (Les Maisons du Bois en 1348 ; La Maison du Bois en 1383 ; La Maison du boys en 1471), et Lièvremont depuis 1228.
Maisons-du-Bois-Lièvremont est une commune du Haut-Doubs qui fait partie de la République du Saugeais. Elle est traversée par le Doubs, à égale distance de Pontarlier en amont et du défilé d'Entre-Roches en aval. Les habitations se répartissent essentiellement en deux hameaux, Maisons-du-Bois en bordure de la route principale (RD 437) et Lièvremont, village-rue le long de la RD 251. En altitude, sur l'adret, on note quelques lieux-dits à plus de 950 mètres : les Sanglards, les Joumets et le Pré-Jacquier.

### Climat
Pour des articles plus généraux, voir Climat de la Bourgogne-Franche-Comté et Climat du Doubs.
En 2010, le climat de la commune est de type climat de montagne, selon une étude du Centre national de la recherche scientifique s'appuyant sur une série de données couvrant la période 1971-2000. En 2020, Météo-France publie une typologie des climats de la France métropolitaine dans laquelle la commune est exposée à un climat de montagne ou de marges de montagne et est dans la région climatique  Jura, caractérisée par une forte pluviométrie en toutes saisons (1 000 à 1 500 mm/an), des hivers rigoureux et un ensoleillement médiocre. 
Pour la période 1971-2000, la température annuelle moyenne est de 7,7 °C, avec une amplitude thermique annuelle de 16,6 °C. Le cumul annuel moyen de précipitations est de 1 534 mm, avec 13,1 jours de précipitations en janvier et 11,5 jours en juillet. Pour la période 1991-2020, la température moyenne annuelle observée sur la station météorologique de Météo-France la plus proche, « Pontarlier », sur la commune de Pontarlier à 8 km à vol d'oiseau, est de 8,8 °C et le cumul annuel moyen de précipitations est de 1 463,6 mm. 
La température maximale relevée sur cette station est de 38 °C, atteinte le 25 juillet 2019 ; la température minimale est de −32 °C, atteinte le 12 janvier 1987,,. 
Les paramètres climatiques de la commune ont été estimés pour le milieu du siècle (2041-2070) selon différents scénarios d'émission de gaz à effet de serre à partir des nouvelles projections climatiques de référence DRIAS-2020. Ils sont consultables sur un site dédié publié par Météo-France en novembre 2022.

## Urbanisme

### Typologie
Au 1er janvier 2024, Maisons-du-Bois-Lièvremont est catégorisée commune rurale à habitat dispersé, selon la nouvelle grille communale de densité à 7 niveaux définie par l'Insee en 2022.
Elle est située hors unité urbaine. Par ailleurs la commune fait partie de l'aire d'attraction de Pontarlier, dont elle est une commune de la couronne,. Cette aire, qui regroupe 54 communes, est catégorisée dans les aires de moins de 50 000 habitants,.

### Occupation des sols
L'occupation des sols de la commune, telle qu'elle ressort de la base de données européenne d’occupation biophysique des sols Corine Land Cover (CLC), est marquée par l'importance des territoires agricoles (54,1 % en 2018), en diminution par rapport à 1990 (56,6 %). La répartition détaillée en 2018 est la suivante : 
prairies (45,1 %), forêts (33,4 %), zones agricoles hétérogènes (9,1 %), milieux à végétation arbustive et/ou herbacée (9 %), zones urbanisées (3,4 %). L'évolution de l’occupation des sols de la commune et de ses infrastructures peut être observée sur les différentes représentations cartographiques du territoire : la carte de Cassini (XVIIIe siècle), la carte d'état-major (1820-1866) et les cartes ou photos aériennes de l'IGN pour la période actuelle (1950 à aujourd'hui).

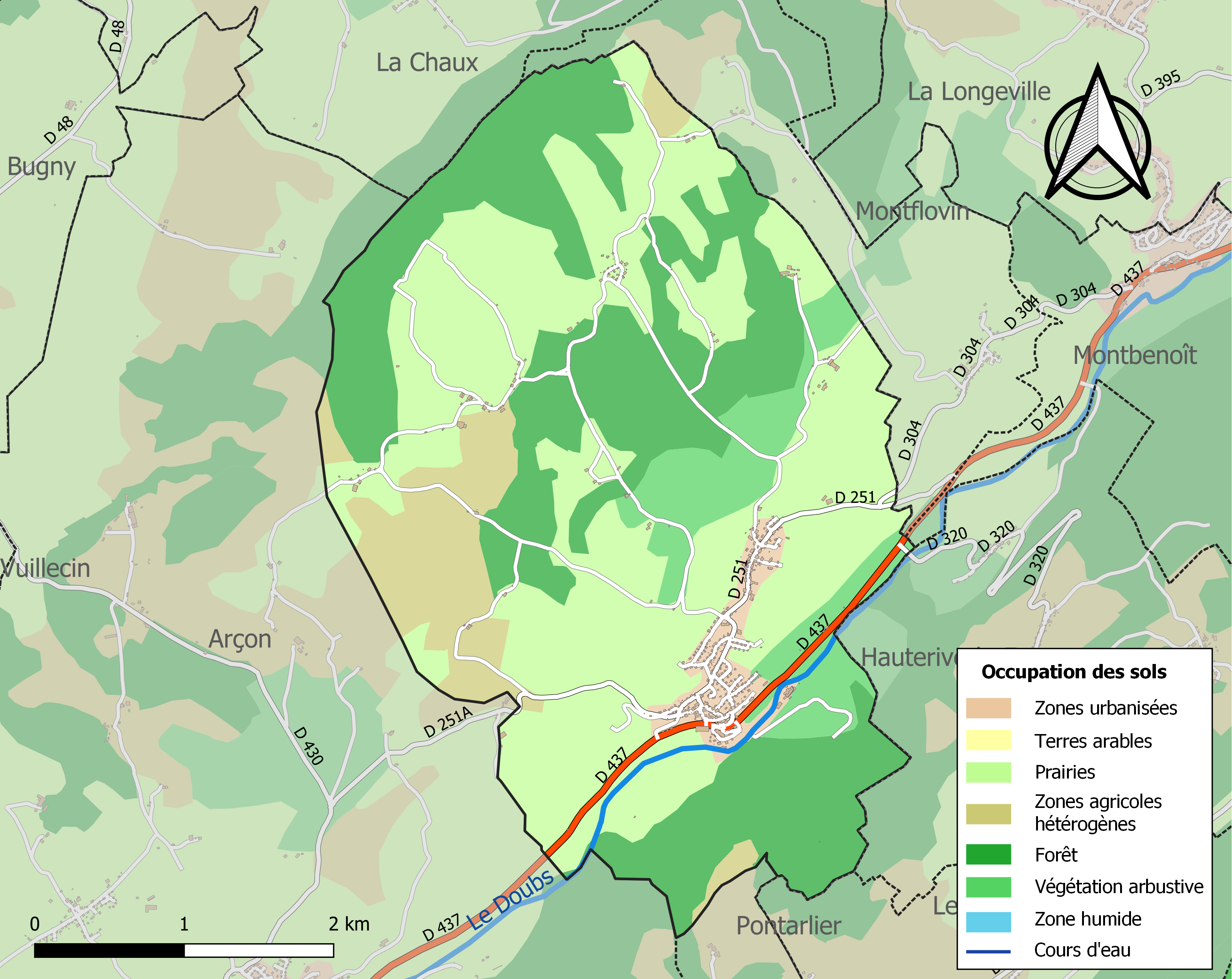
Carte des infrastructures et de l'occupation des sols de la commune en 2018 (CLC).

## Histoire
La seigneurie de Lièvremont qui appartient aux sires de Joux sera vendue à la maison de Chalon-Arlay par un acte ratifié entre Bernard de Liéreste (fils de Renaude de Joux) et Jean III de Chalon-Arlay le 29 avril 1402. En 1567 elle se trouve donc réunie au domaine du comté de Bourgogne avec toutes les possessions de cette maison.
- Jean de Joux, (? - 1304), chevalier, second fils d'Amaury IV de Joux. Il reçoit les terres de Lièvremont, Vuillecin et Houtaud alors que son frère aîné Henri II se voit remettre le château de Joux et le territoire de La Cluse. Il épouse Béatrix, dame de Coligny, veuve de Guillaume de Coligny et devient ainsi sire de Coligny et de Chevrel. Il a Jean II qui suit[14].
- Jean II de Joux, dit "de Lods", écuyer en 1304. Il se nomme fils de Jean et petit-fils d'Amaury de Joux dans une charte de l'abbaye de Montbenoît de 1304. Il épouse Jeanne d'Estrabonne, décédée en  1322 puis Isabelle, fille de Jean de Scey et d'Agnès de Cusance. De son premier mariage il a Renaude et du second mariage il a Étiennette qui épouse Guillaume de Thoraise[14].
- Renaude de Joux. Elle épouse Estiard de Montsaugeon qui vend la plus grande partie des biens de son épouse, après le décès de celle-ci vers 1370. Elle a une fille, Béatrix, qui épousera Henri de Liéreste[14].

Les deux communes de Lièvremont (25337) et de Maisons-du-Bois étaient naguère séparées. Leur fusion date du 1er juin 1974.

## Héraldique
| Blason de Maisons-du-Bois-Lièvremont | Blason  | D’azur au chevron d’argent accompagné de trois besants d’or. |
| Blason de Maisons-du-Bois-Lièvremont | Détails | Le statut officiel du blason reste à déterminer.             |

## Politique et administration
| Période                                  | Période   | Identité        | Étiquette | Qualité                      |
| ---------------------------------------- | --------- | --------------- | --------- | ---------------------------- |
| mars 1953                                | mars 2008 | Jean Pourchet   | UDF       | Sénateur, conseiller général |
| mars 2008                                | mai 2012  | Bernard Bole    |           |                              |
| mai 2012                                 | mai 2020  | Colette Jacquet | DVD       | Professeur                   |
| mai 2020                                 | En cours  | Francis Bourdin |           | Commercial                   |
| Les données manquantes sont à compléter. |           |                 |           |                              |

## Démographie
L'évolution du nombre d'habitants est connue à travers les recensements de la population effectués dans la commune depuis 1793. Pour les communes de moins de 10 000 habitants, une enquête de recensement portant sur toute la population est réalisée tous les cinq ans, les populations de référence des années intermédiaires étant quant à elles estimées par interpolation ou extrapolation. Pour la commune, le premier recensement exhaustif entrant dans le cadre du nouveau dispositif a été réalisé en 2008.

En 2022, la commune comptait 846 habitants, en évolution de +7,36 % par rapport à 2016 (Doubs : +1,88 %, France hors Mayotte : +2,11 %).
| 1793 | 1800 | 1806 | 1821 | 1831 | 1836 | 1841 | 1846 | 1851 |
| ---- | ---- | ---- | ---- | ---- | ---- | ---- | ---- | ---- |
| 251  | 286  | 284  | 249  | 238  | 259  | 262  | 268  | 296  |

| 1856 | 1861 | 1866 | 1872 | 1876 | 1881 | 1886 | 1891 | 1896 |
| ---- | ---- | ---- | ---- | ---- | ---- | ---- | ---- | ---- |
| 228  | 265  | 312  | 271  | 321  | 302  | 392  | 338  | 286  |

| 1901 | 1906 | 1911 | 1921 | 1926 | 1931 | 1936 | 1946 | 1954 |
| ---- | ---- | ---- | ---- | ---- | ---- | ---- | ---- | ---- |
| 315  | 305  | 291  | 321  | 262  | 259  | 214  | 208  | 228  |

| 1962 | 1968 | 1975 | 1982 | 1990 | 1999 | 2006 | 2008 | 2013 |
| ---- | ---- | ---- | ---- | ---- | ---- | ---- | ---- | ---- |
| 217  | 235  | 424  | 417  | 461  | 494  | 576  | 600  | 687  |

| 2018 | 2022 | - | - | - | - | - | - | - |
| ---- | ---- | - | - | - | - | - | - | - |
| 825  | 846  | - | - | - | - | - | - | - |

## Lieux et monuments
- Église de l'Assomption de Lièvremont, qui domine le village, avec son clocher-porche, son retable et sa chaire en bois sculpté d'Augustin Fauconnet.
- Colonie de hérons en forêt.
- Fermes avec tuyés.

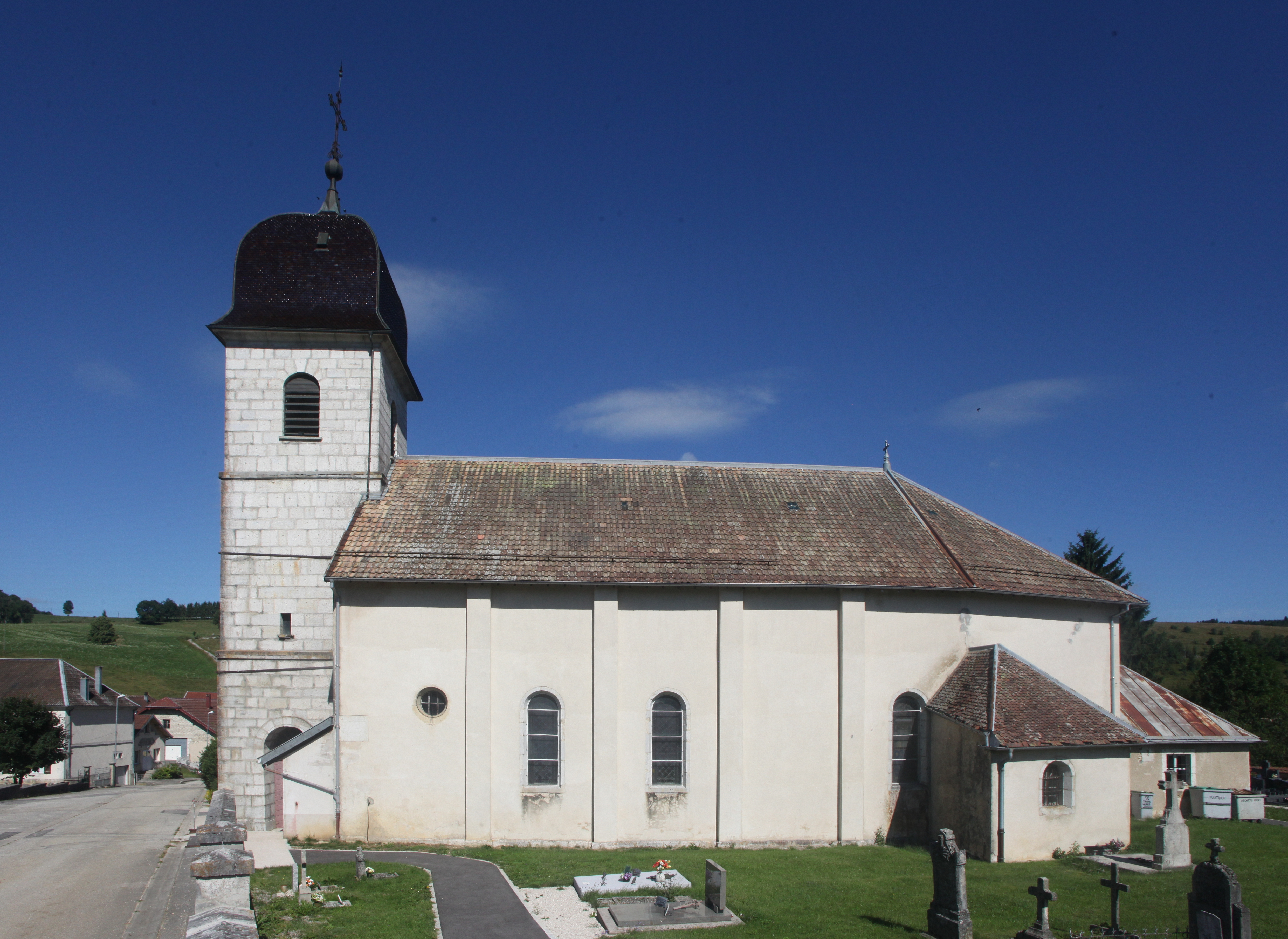
Église de Lièvremont.
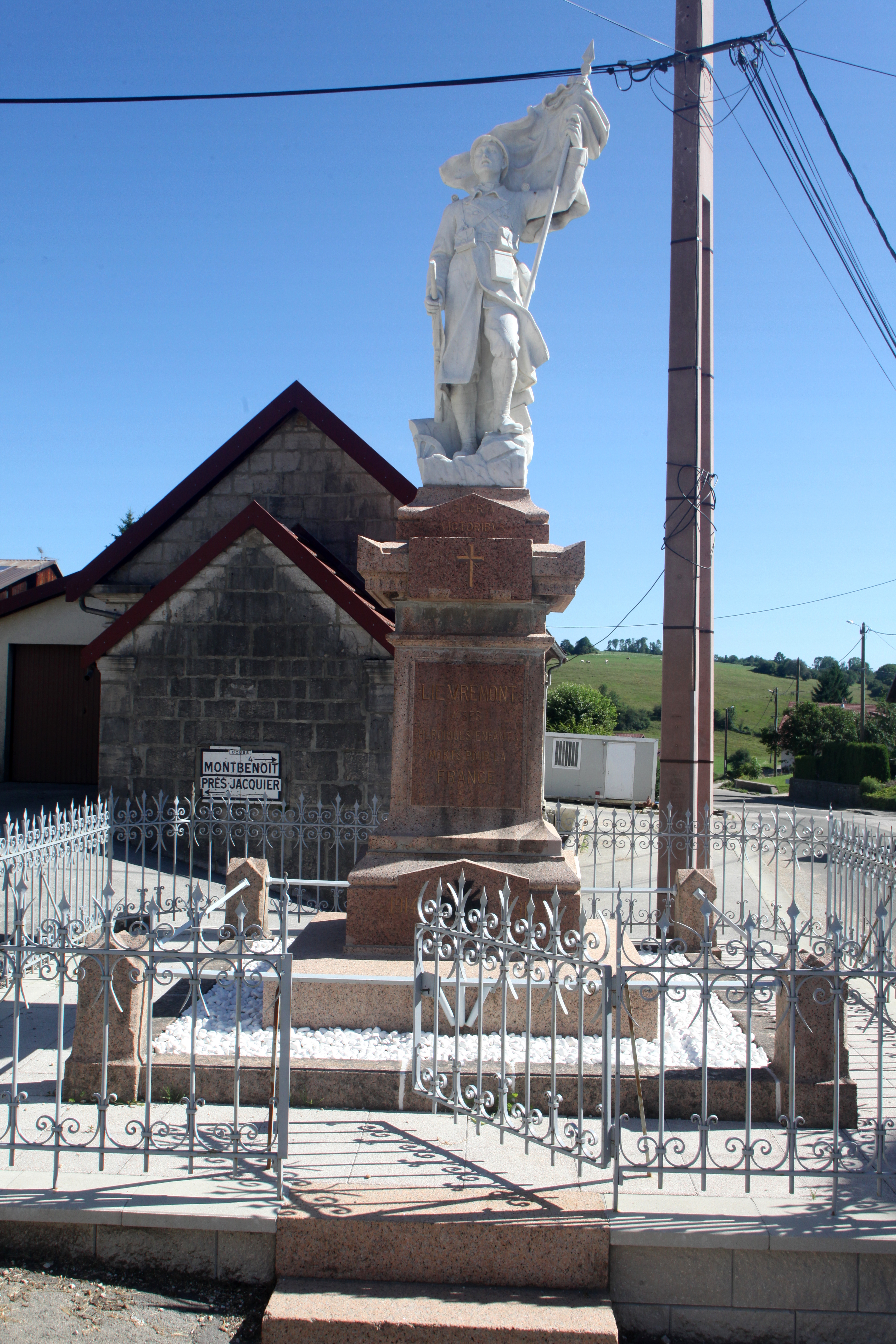
Monument aux morts de Lièvremont.
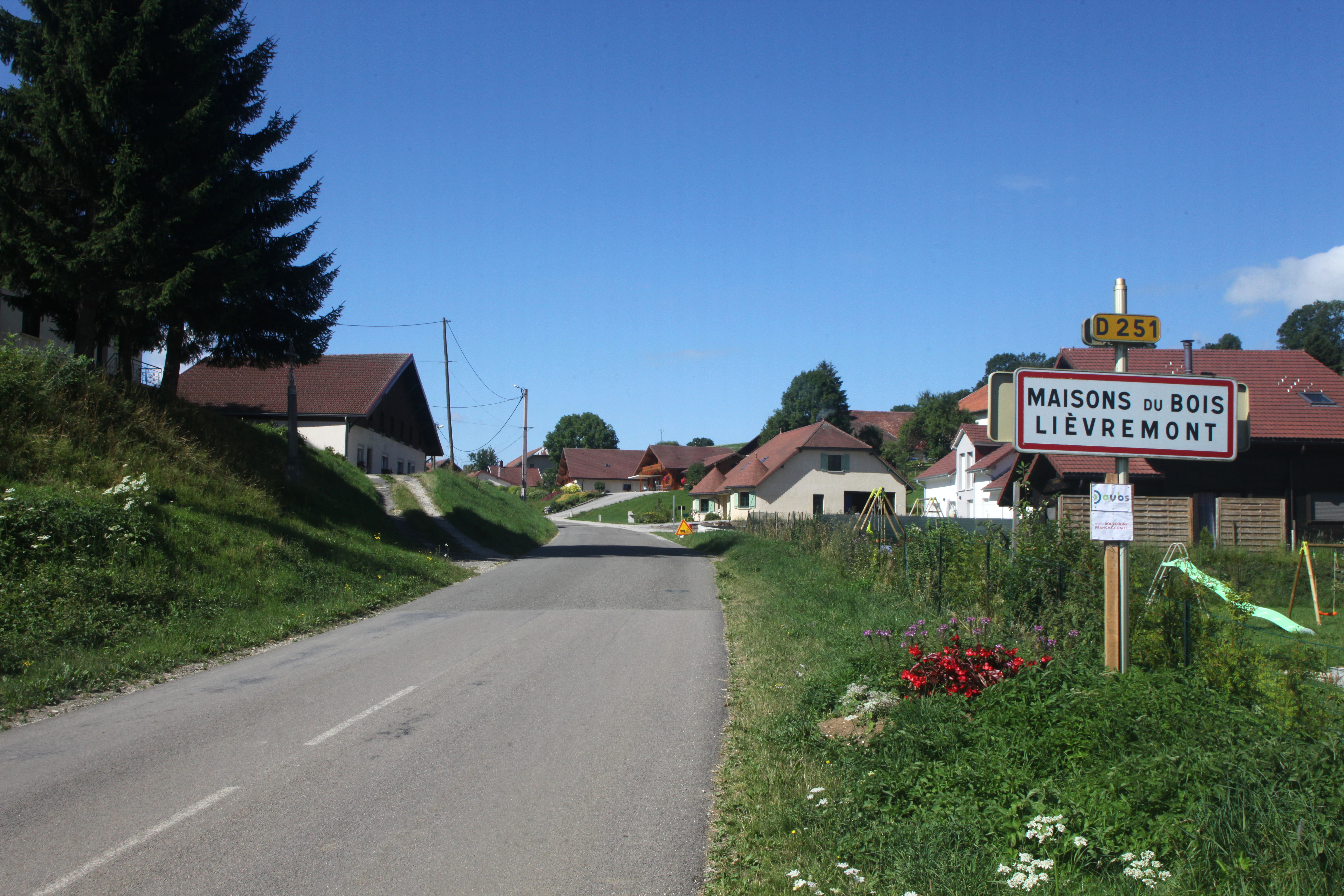
Entrée de la commune.
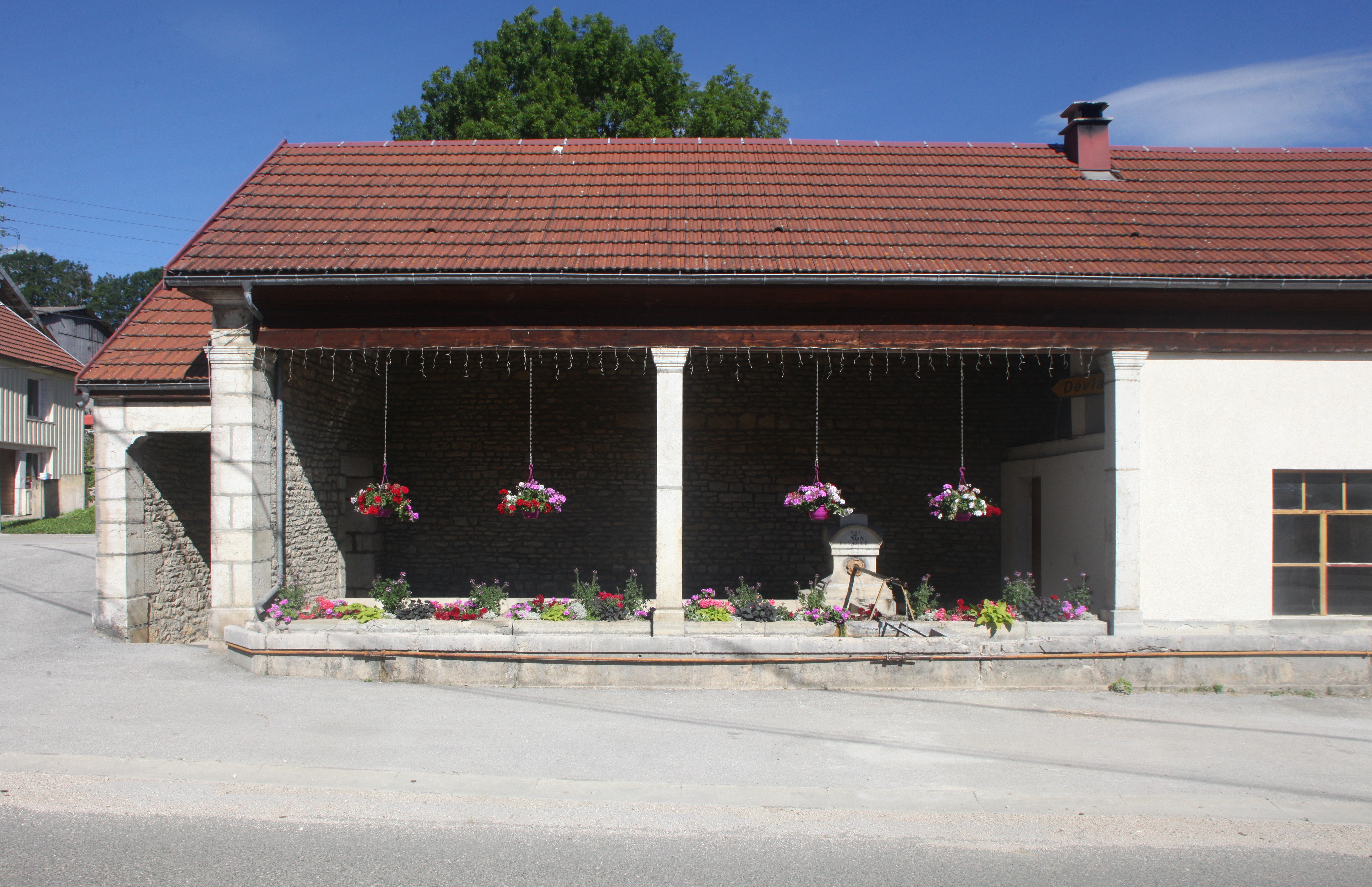
Fontaine à Lièvremont.

- La vallée du Doubs avec le pont et le barrage de l'ancien moulin.

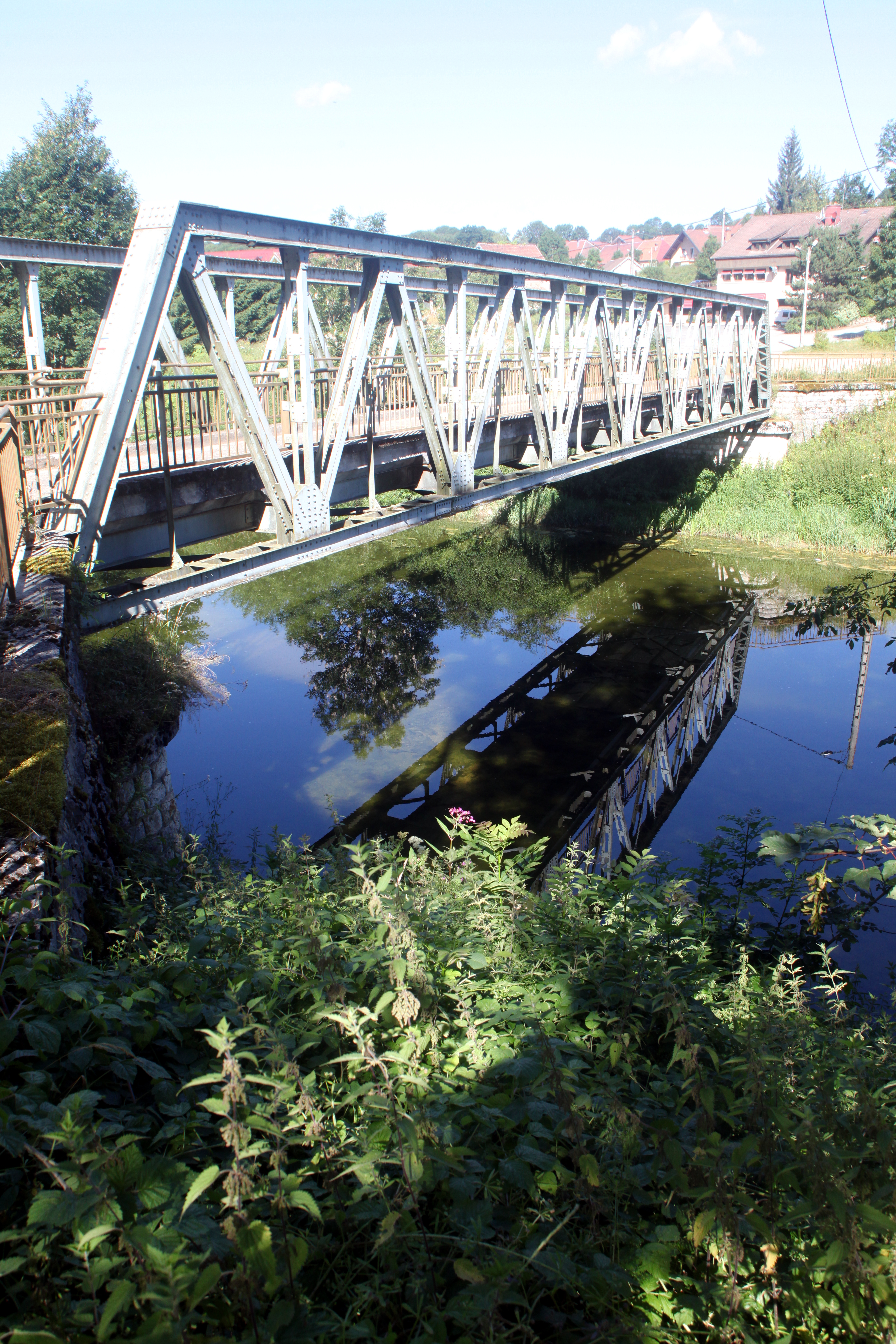
Pont sur le Doubs à Maisons-du-Bois.
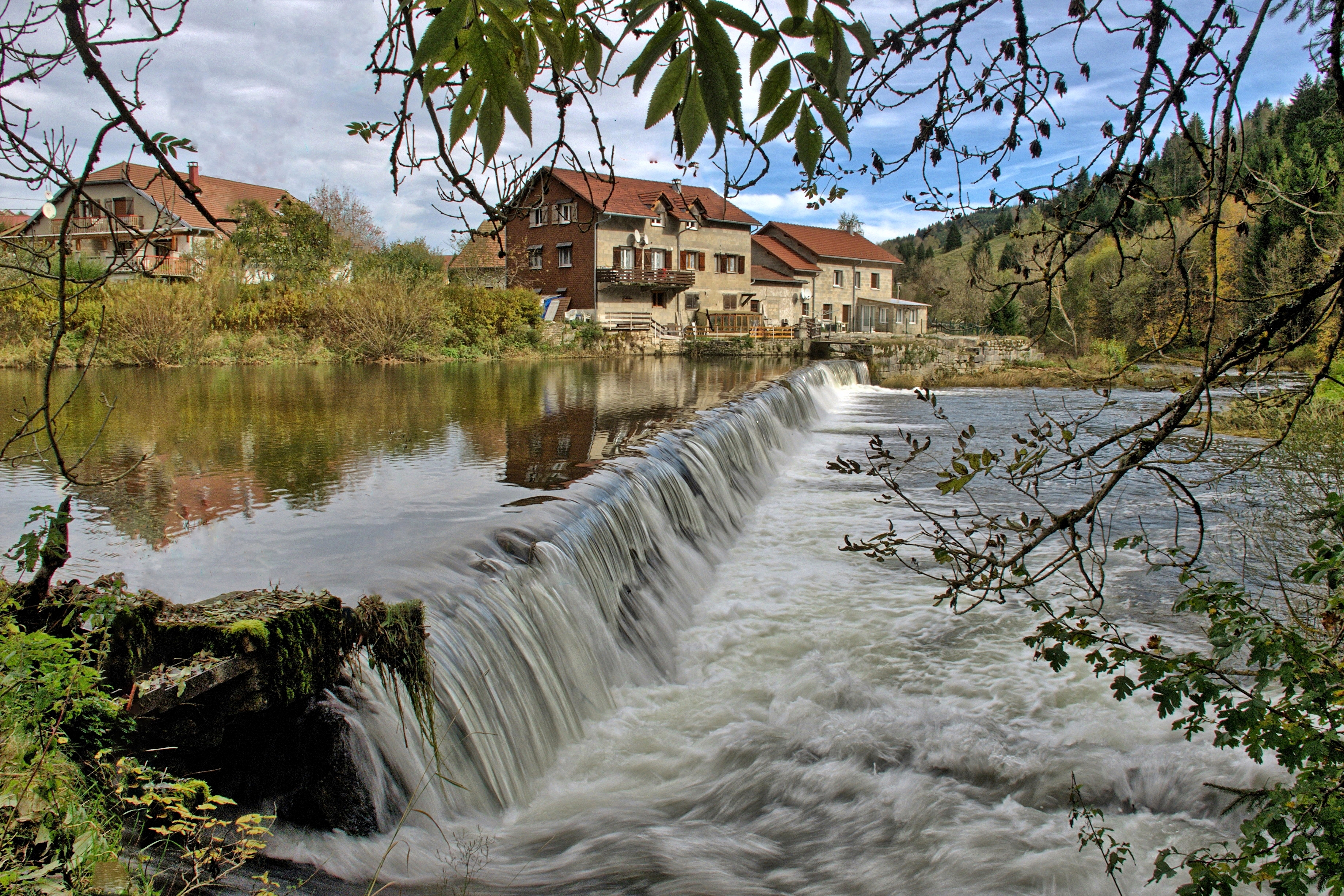
Le barrage de l'ancien moulin.
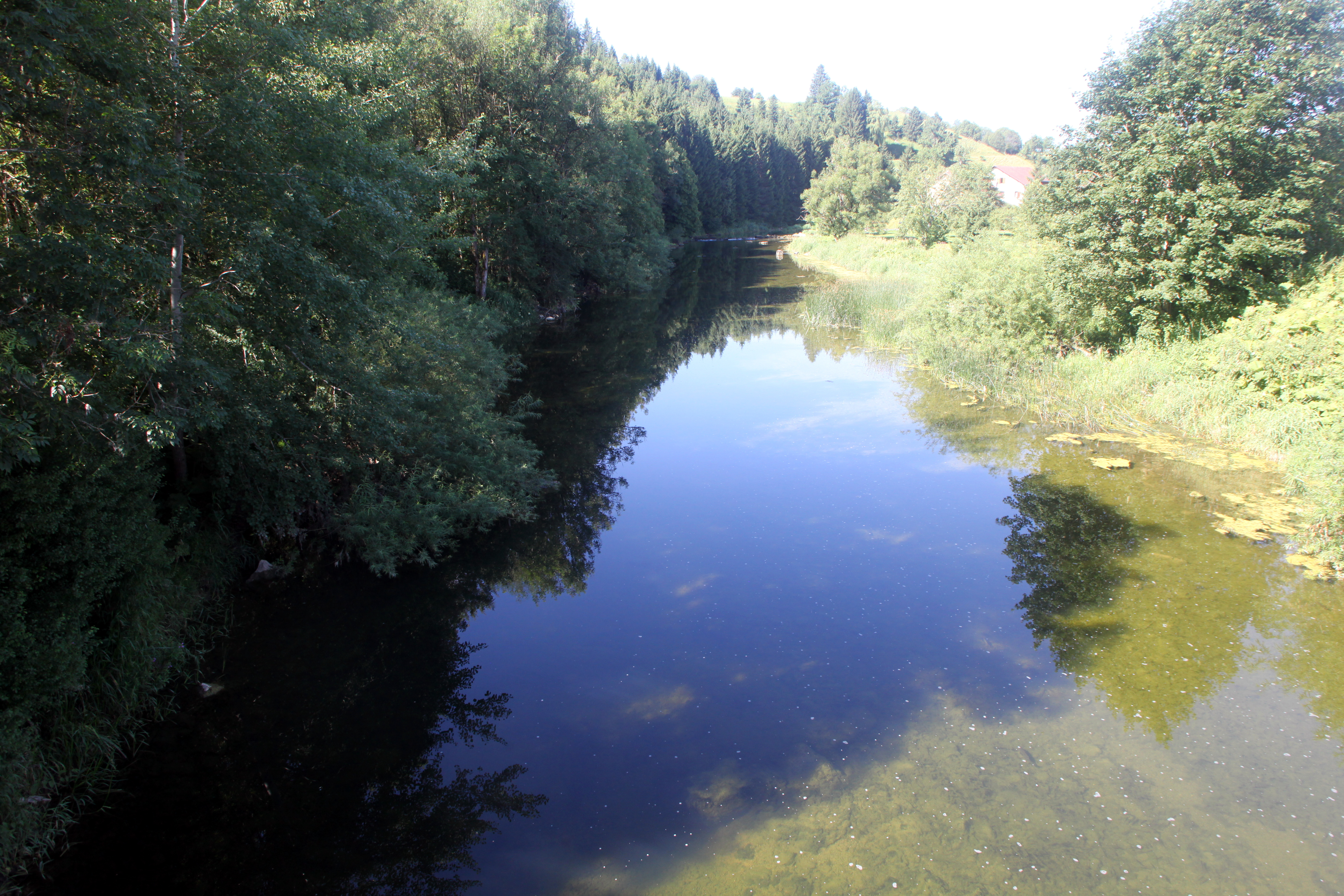
Le Doubs à Maisons-du-Bois.

## Personnalités liées à la commune
- Augustin Fauconnet (Liévremont, 1701 - Goux-les-Usiers, 1770), sculpteur.
- Florence Baverel-Robert (née le 24 mai 1974 à Pontarlier), championne olympique aux JO de Turin en 2006. Sa famille est de Lièvremont.